# Przedni Chocz
 Przedni Chocz (słow. Predný Choč, 1249 m) – szczyt w  Grupie Wielkiego Chocza  w słowackich  Górach Choczańskich. Znajduje się w krętym grzbiecie odbiegającym w kierunku południowo-zachodnim od Wielkiego Chocza (Veľký Choč, 1608 m) do przełęczy na Pośredniej Polanie (Stredná poľana}. W obrębie tej polany zmienia  kierunek na południowo-wschodni i poprzez Zadniego Chocza (Zadný Choč, 1288 m) biegnie do szczytu Kopa (1217 m), na którym zmienia kierunek znów na południowo-zachodni i poprzez przełęcz Spuštiak (1095 m) biegnie do Przedniego Chocza. Nie kończy się jednak tutaj, lecz poprzez szczyty 1200 m i Lovisko (808 m) opada nadal w południowo-zachodnim kierunku do doliny potoku  Likavka w miejscowości Likavka.
Masyw Przedniego Chocza budują głównie wapienie tzw. reiflińskie, a w niższych partiach (co widać na obrzeżu masywu) szare, warstwowane dolomity, pochodzące ze środkowego i młodszego triasu.
Przedni Chocz jest całkowicie zalesiony, od południowo-wschodniej strony jego grzbiet podcięty jest stromymi urwiskami i ścianami. Jego stokami prowadzą dwa szlaki turystyczne krzyżujące się na przełęczy Spuštiak. Obydwa omijają wierzchołek; czerwony po zachodniej, niebieski po wschodniej stronie. Górne partie Przedniego Chocza znajdują się na obszarze ścisłego rezerwatu przyrody Choč.  

## Szlaki turystyczne
Likavka – Przedni Chocz –  Spuštiak
 Likavka – rozdroże Pod Smrekovom – Spuštiak